# Sign o' the Times (film)
Sign o' the Times (stilizzato come Sign "☮" the Times) è un film concerto del 1987 scritto e diretto da Prince. Nel 1987, per capitalizzare il suo crescente successo in Europa, Prince va in tournée per promuovere l'album omonimo e le vendite aumentarono di conseguenza. Tuttavia gli Stati Uniti sono rimasti ostili al suo ultimo album, e le vendite cominciarono a calare; fu a questo punto che Prince decise di filmare un concerto live per promuovere il nuovo materiale, per l'eventuale distribuzione nei teatri in America.
Dotato della band che ha accompagnato Prince sul suo Sign o' the Times Tour del 1987, tra cui la ballerina Cat Glover, la tastierista Boni Boyer, il bassista Levi Seacer Jr., il chitarrista Miko Weaver, la batterista Sheila E. e l'ex membro dei Revolution il tastierista Dr. Fink, il film vede il gruppo esibirsi dal vivo sul palco (anche se "U Got the Look" è rappresentato dal video musicale promozionale).

## Set list
1. Sign o' the Times
2. Play in the Sunshine
3. Little Red Corvette/Housequake
4. Slow Love
5. I Could Never Take the Place of Your Man
6. Hot Thing
7. Now's the Time (cover di Charlie Parker dalla band escludendo Prince)
8. Assolo di batteria di Sheila E.
9. U Got the Look
10. If I Was Your Girlfriend
11. Forever in My Life/It
12. It's Gonna Be a Beautiful Night
13. The Cross